# 파인드 미 길티
《파인드 미 길티》(영어: Find Me Guilty)는 미국에서 제작된 시드니 루멧 감독의 2006년 법정 코미디 드라마 영화이다. 빈 디젤 등이 출연하였다.

## 출연진
- 빈 디젤
- 피터 딩클리지
- 라이너스 로치
- 론 실버
- 애너벨라 쇼라
- 앨릭스 로코
- 제리 애들러
- 리처드 포트노
- 알렉사 팰러디노
- 도미닉 롬바도지
- 조시 파이스
- 피터 맥로비
- 폴 보게이지
- 제임스 비베리
- 루이스 거스
- 테리 서피코
- 앤터니 코론
- 루이스 머스틸로